# 緬甸國家足球隊
緬甸國家足球隊是代表緬甸的國家足球隊。球隊由緬甸足協所管理。球隊曾獲得1968年的亞洲盃亞軍，以及晉身1972年慕尼黑奧運足球賽，但此後無以為繼。2007年，首次參加世界盃的外圍賽，兩回合以0-7和0-4被中國擊敗，因而提早出局。緬甸於2021年5月28日對陣日本的2022年國際足協世界盃外圍賽中，以0-10大敗給日本，成為國家隊的最大比分失利。

## 球隊成績

### 世界盃足球賽
- 1930年 to 1938年 - 沒有參賽
- 1950年 - 棄權
- 1954年 to 1990年 - 沒有參賽
- 1994年 - 棄權
- 1998年 - 沒有參賽
- 2002年 - 棄權
- 2006年 - 被國際足協禁賽
- 2010年 - 外圍賽出局
- 2014年 - 外圍賽出局
- 2018年 - 外圍賽出局
- 2022年 - 外圍賽出局
- 2026年 - 外圍賽出局

### 奥运会足球赛成绩

#### 1972年奥运会
| 1972年8月28日 12:00 |

| 苏联        | 1 : 0 | 緬甸 |
| ----------- | ----- | ---- |
| Kolotov 51' | 报告  |      |

| 雷根斯堡 觀眾人數：6.000 ： Jafar Namdar |

| 1972年8月30日 12:00 |

| 墨西哥       | 1 : 0 | 緬甸 |
| ------------ | ----- | ---- |
| 奎利亚尔 86' | 报告  |      |

| 纽伦堡 觀眾人數：1.000 ： Robert Quarshie |

| 1972年9月1日 12:00 |

| 緬甸                            | 2 : 0 | 苏丹 |
| ------------------------------- | ----- | ---- |
| Soe Than 7' · Aung Moe Thin 61' | 报告  |      |

| 帕绍 觀眾人數：2.000 ： Marian Srodecki |

### 亞洲盃足球賽
- 1956年 至 1964年 - 外圍賽出局
- 1968年 - 亞軍
- 1972年 至 1992年 - 沒有參賽
- 1996年 至 2004年 - 外圍賽出局
- 2007年 - 2011年  - 沒有參賽
- 2015年 至 2023年 - 外圍賽出局

### 東南亞足球錦標賽
- 1996年 to 2002年 - 首圈
- 2004年 - 四強
- 2007年 - 首圈